# Hannibal ébredése (film)
A Hannibal ébredése, (Hannibal Rising) 2007-ben bemutatott angol–cseh–francia–olasz thriller, melyet Peter Webber rendezett. A film Thomas Harris azonos című regénye alapján készült.
Az előző filmektől eltérően ezúttal a könyv írója Thomas Harris írta a forgatókönyvet is.
Kiderül, hogy mitől válik az ártatlan ifjú Hannibal bosszúszomjas gyilkossá. A bárányok hallgatnak és a Vörös sárkány után ez az 5. alkotás Thomas Harristől a témában, akivel a néző akár pozitívan is azonosulni tud, és talán még szemet is huny a tény felett, hogy embert öl.
A fiatal Hannibal-t a francia Gaspard Ulliel alakítja.
Gaspard-ot a szerepre éppen azért választották, mert a világ számára "még ismeretlen" fiúnak talán jobban elhiszi a néző, hogy emberek arcából eszik.

## Történet
A történet 1944-ben kezdődik Litvániában. Főhőse: Hannibal Lechter, aki szüleivel és húgával, Mishával él egy kastélyban, amely éppen a keleti frontvonal mellett áll. A történet elején a családot kilakoltatják ebből a kastélyból. Szerencsére van hová menniük, átköltöznek a nyári lakba, s remélik itt átvészelhetik, amíg véget ér a háború. Szerényebb körülmények között élnek, mint a kastélyban tették, de a szülők azon igyekeznek, hogy mindenük meglegyen. Biztonságosnak hiszik a helyet, de egy alkalommal egy orosz tank érkezik a házhoz. A Lechter családtól semmi mást nem akarnak, mint élelmet és vizet. A család adna is nekik, de egy német bombázó megtámadja az orosz tankot. Hannibal szülei áldozatul esnek a támadásnak, s a fiú egyedül marad húgával. Innentől kezdve neki kell gondoskodnia testvéréről. Nemsokára újabb tragédia történik. Náci katonák támadnak a házra, s húgát meggyilkolják. Hannibalnak sikerül megszöknie. Nyolc év telik el, a történet innen folytatódik.
A családi kastély árvaházként működik, Hannibal itt él. Éjjelente még mindig kísérti annak a napnak az emléke, amikor húgát megölték. Egy alkalommal megszökik az árvaházból. Párizsba megy, szeretne nagybátyjával találkozni. Párizsban azonban kiderül, hogy nagybátyja is áldozatul esett a háborúnak. Lady Murasaki – nagybátyja özvegye – ad szállást a fiúnak, s nála is marad. 
A nő sokat segít a fiúnak, tanítja, de elfeledtetni nem tudja vele mindazokat a szörnyűségeket, amelyeket átélt. Egy nap a hentes fajgyűlölő megjegyzést tesz Lady Murasakira, ez életre hívja Hannibalban a gyilkost és végez a hentessel. A gyilkossági ügyben Popil felügyelő nyomoz, s a nyomok Hannibal Lechterhez vezetnek.
Hannibal egy hullaházban dolgozik, orvosnak tanul. Azonban nem tudja magát túltenni a háború alatt elszenvedett borzalmakon, gondolatai, éjszakái ezzel telnek el. Ezek az események kísértik a fiút.
Még mindig élénken él benne húga emléke, és az érzés, hogy megbosszulja Mischa halálát, magával ragadja akkor is, ha ennek érdekében a felelősöket (Dortlich, Milko, Kolnas, Grutas, Grentz) egyenként kell levadásznia, akik megfertőzték életét. Könyörtelen bosszúhadjárata kielégíthetetlen vérszomjat hív benne életre, s megszületik Hannibal Lechter, korunk legvérengzőbb sorozatgyilkosa.
Visszatér oda, ahol az egész kezdődött a nyári lakba, hogy elhantolja halott kishúga földi maradványait, ezzel felhívva magára a gyilkosok figyelmét. Dortlich, aki követte a nyári lakhoz, megpróbálja megölni, de nem sikerül. Hannibal megkínozza és megöli Herr Dortlich-ot, majd egy darabot elfogyaszt az arcából.
Az új információ birtokában Fontainebleauban megkeresi Kolnast és megöli. Grutas a fővezér elküldi Milkót a hullaházba, hogy ölje meg Lechtert, de nem jár sikerrel és ő is Dortlich sorsára jut.
Lady Murasaki nagyon aggódik Hannibálért, mert belehajszolta magát a vérontásba. Még kitart a fiú mellett és Popil felügyelő előtt is védi Hannibált. A felügyelő úgy véli, hogy amikor Mischa meghalt, meghalt vele Hannibál lelke, és akkor született ez a szörnyeteg.
Grutas elrabolja Lady Murasakit és sakkban tartja vele a fiút. Lechter felszökik a hajóra, ahol fogva tartják a nőt, hogy megölje Grutast. M, mint Mischa, ezt vési húga gyilkosának mellkasába.
Lady Murasaki megrémül attól, amivé vált Hannibal és elmenekül.
Lechter megöli Grutast és felfalja az arcát.
Közben a rendőrség is megérkezik Popil felügyelővel az élen, Hannibalt keresik.
A hajó, amin Hannibal volt felrobban, így azt hiszik meghalt, az ügyet lezárják.
Kis idővel később Lechter felbukkan Kanadában és megöli húga gyilkosainak utolsó tagját, Grentzet.
A múltat maga mögött hagyva elköltözik az Egyesült Államokba, ahol folytatja tanulmányait a Johns Hopkins orvosi karán...

## Szereplők
| Szerep                   | Színész              | Magyar hang    |
| ------------------------ | -------------------- | -------------- |
| Hannibal Lecter          | Gaspard Ulliel       | Varga Gábor    |
| Lady Murasaki            | Gong Li              | Ruttkay Laura  |
| Popil felügyelő          | Dominic West         | Mihályi Győző  |
| a fiatal Hannibal Lecter | Aaron Thomas         | Bori Ádám      |
| Mischa                   | Helena Lia Tachovska | Kardos Lili    |
| Grutas                   | Rhys Ifans           | Fekete Ernő    |
| Enrikas Dortlich         | Richard Brake        | Uri István     |
| Petras Kolnas            | Kevin McKidd         | Szinovál Gyula |